# ロック歌舞伎スーパー一座
ロック歌舞伎スーパー一座（ロックかぶきスーパーいちざ）は、愛知県名古屋市を拠点とする日本の劇団。1979年に結成、同年「絵本弁慶記（御贔屓勧進帳）」で旗揚げ、2008年12月に解散。
主宰は岩田信市、座長は原智彦。

## 概要
1960年代～岩田信市らが活動した前衛アート集団 ゼロ次元 の流れを汲む集団、劇団。
表現の宝庫である歌舞伎を使わない手はないと、また音楽にはロックを取り入れ、
歌舞伎とロックを融合させた現代的なスタイルの「ロック歌舞伎」を誕生させた。（ カブキロックスではない！彼らより10年以上前に誕生している。）
旗揚げ公演の屋外興行では工事用のクレーンを使用し　青空の下、クレーンに吊られたシャチホコに乗った役者の演技に名古屋の観客は度肝を抜かれた。
観客が一体となって楽しめるように、
役者の目の動きや表情がどの席に座っていても見える規模の寄席、大須演芸場をホーム拠点にし活動を拡げた。
☆大須演芸場。。
一方で主宰の岩田信市の飛びぬけた才能、座長の原智彦のパワーは、当初から先進的なグローバルな活動を連発した。
ヨーロッパでの公演は延べ230回にも及ぶ。
海外公演→
1983年に第1回ヨーロッパ公演『将門伝説パート2』を皮切りに。「マクベス」「リア王」などで欧州ツアーを周る。
ドイツに招聘された1991年の第5回ヨーロッパ公演(ワイマール、シェイクスピアフェスティバル)では、歌舞伎スタイルでシェイクスピアの『リア王』を上演し
満員の観客からスタンディングオベーションを受けた。
この模様は　東海テレビが同行しドキュメンタリー番組も創られ放送されている。
言葉が通じなくてもシェイクスピアなら欧州でも通じるという目の付け処が素晴らしい。天才演出家　岩田信市のアイデアが当たった。
歌舞伎をモチーフにしていても中央の芸におもねることは全く無く、たとえ技術は拙くとも初めから江戸に栄えた歌舞伎を追求し、世界を目指していたところが、流石イチローを輩出した名古屋発の劇団といえよう。
ことの興りは　前衛集団ゼロ次元の岩田と表現者の原とが出会い、名古屋のストリートパフォーマンスから湧き出てきたものなので、その誕生の仕方としては阿国が京都で興した本家の歌舞伎に類似している。
岩田は古文書や昔の歌舞伎の台本から脚本を書きおこし、浮世絵などから江戸の演出を想像して　現代解釈に変え面白く表出していく。完全にオリジナルの歌舞伎である。その一番の体現者が座長の原であった。
江戸に賑わった芝居小屋を再現しようと1988年より、大須演芸場を桟敷劇場に改装して毎年12月「師走歌舞伎」公演を連日上演。
江戸の芝居小屋再現にこだわり　お弁当、お酒を提供しての公演で、おひねりが飛び交い、盛んに役者の屋号が叫ばれて　観客大喜びの大人気の興行であった。
スペクタクルに笑いにエログロナンセンスというEntertainmentをちりばめた内容で、当時は大阪に劇団新幹線、名古屋にスーパー一座と言われるほど盛り上がっていた。
1991年7月からは浅草オペラを彷彿させる「大須オペラ」を年一回定期上演しこちらも「名古屋の夏の風物詩」と評判を得、既に大好評だった「師走歌舞伎」と並びファンは毎年上演を待ちわびた。
2008年　惜しまれつつ解散。
2017年　岩田信市　逝去。
その後、座長の原はハラプロジェクトを立ち上げる。
2010年歌舞伎とパンクを融合させた「パンク歌舞伎」を誕生させた。